# Seznam prezidentů Kapverd
Toto je seznam nejvyšších představitelů Kapverd od vytvoření prezidentské funkce v roce 1975.

## Seznam prezidentů
¹ PAIGC – African Party for the Independence of Guinea and Cape Verde (Africká strana za nezávislost Guiney a Kapverd)

² PAICV – African Party for the Independence of Cape Verde (Africká strana za nezávislost Kapverd)

³ MPD – Movement for Democracy (Hnutí za demokracii)

| Pořadí | Obrázek | Jméno                                     | Období vlády                       | Strana         |
| ------ | ------- | ----------------------------------------- | ---------------------------------- | -------------- |
| 1.     |         | Aristides Maria Pereira                   | 8. července 1975 – 22. března 1991 | PAIGC¹, PAICV² |
| 2.     |         | António Manuel Mascarenhas Gomes Monteiro | 22. března 1991 – 22. března 2001  | MPD³           |
| 3.     |         | Pedro Verona Rodrigues Pires              | 22. března 2001 – 9. září 2011     | PAICV²         |
| 4.     |         | Jorge Carlos de Almeida Fonseca           | 9. září 2011 – 9. listopadu 2021   | MPD³           |
| 5.     |         | José Maria Neves                          | od 9. listopadu 2021               | PAICV²         |